# Der Sturz des Dunklen Ritters
Der Sturz des Dunklen Ritters (engl. Knightfall, ein Wortspiel aus knight („Ritter“) und nightfall („Einbruch der Nacht“)) ist eine Storyline in den Batman-Comics der frühen 1990er Jahre. Knightfall gliedert sich in drei Teile: Knightfall, Knightquest und Knightsend.

## Inhalt
Die Serie beginnt damit, dass der Schurke Bane einen Anschlag auf das Arkham Asylum verübt und eine große Zahl von Batmans Feinden befreit. Nachdem es Batman gelungen ist, zahlreiche seiner alten Widersacher zur Strecke zu bringen, befindet er sich gesundheitlich angeschlagen in einem körperlich desolaten Zustand. So wird Batman von Bane in seinem Unterschlupf, der Bat-Höhle, gestellt und im Zweikampf besiegt, wie Bane es geplant hatte. Als Zeichen seines Triumphes bricht Bane dem besiegten Batman das Rückgrat und lässt ihn querschnittsgelähmt zurück.
Daraufhin übergibt Bruce Wayne nicht seinem ehemaligen Schüler Robin, der unterdessen als Nightwing eine andere Stadt beschützt, sondern Azrael (Jean Paul Valley) das Batkostüm. Dieser kann dank seiner selbst gebauten Batman-Rüstung auch Bane besiegen. Azrael-Batman führt jedoch einen verhängnisvollen Krieg mit sich selbst, zum einen, weil er von klein auf als Racheengel des Ordens von St. Dumas erzogen wurde, zum anderen, weil ihm klar wird, dass er den Kampf des Batman nie gewinnen wird. Zudem tötet er als Azrael-Batman auch Gegner und überschreitet so eine Grenze.
Im weiteren Verlauf der Handlung muss daher der echte Batman nach seiner Genesung und hartem Training seinen Umhang von dem zusehends an seiner Aufgabe scheiternden und immer weiter über die Stränge schlagenden Azrael-Batman zurückerobern.

## Veröffentlichung
Die originale Knightfall-Storyline wurde in den USA in den folgenden 74 DC-Comics veröffentlicht, wobei die Aufzählung nicht der Lesereihenfolge entspricht:
- Batman Nr. 491–510,
- Detective Comics Nr. 659–677
- Showcase '93 Nr. 7–8
- Showcase '94 Nr. 7, 10
- Batman: Shadow of the Bat Nr. 16–30
- Robin (Volume 4) Nr. 1, 7–9
- Catwoman (Volume 2) Nr. 4, 6–7, 12–13
- Justice League Task Force Nr. 5–6
- Batman: Legends of the Dark Knight Nr. 59–63

Weitere Geschichten, die die Vorgeschichte zu Der Sturz des Dunklen Ritters erzählen, erschienen in Batman Nr. 484–490 sowie in der Miniserie Batman: Sword of Azrael (Vier Hefte) und dem Einzelheft Batman: Vengeance of Bane. Fortgesetzt wurde Der Sturz des Dunklen Ritters in der zwölfteiligen Prodigal-Reihe. Seinen endgültigen Abschluss fand der Handlungsstrang in dem Vierteiler Troika im Herbst 1994.
Auf Deutsch ist die Saga beim Carlsen Verlag in zehn je sechs US-Einzelausgaben umfassenden Bänden erschienen (Band 18–27). In diesen deutschen Ausgaben nicht enthalten waren die Hefte Batman: Shadow of the Bat Nr. 19–22 und 25, Detective Comics Nr. 670, 674 und 675, sowie Robin (Volume 4) Nr. 7.
Der Dino Verlag stellte mit je einem Batman-Sonderband die Figuren Azrael (Band 2), und Bane (Band 3) vor. Der Sonderband 4 (Bane II) schließt mit der Zukunft von Bane ab.
Ab Juni 2012 erschien bei Panini Comics eine neue, dreiteilige Veröffentlichung der Geschichte, unter dem Titel Batman: Knightfall – Der Sturz des Dunklen Ritters.